# Auve
Auve és un municipi francès, situat al departament del Marne i a la regió del Gran Est. L'any 2007 tenia 232 habitants.

## Demografia

### Població
El 2007 la població de fet d'Auve era de 232 persones. Hi havia 96 famílies, de les quals 32 eren unipersonals (12 homes vivint sols i 20 dones vivint soles), 28 parelles sense fills i 36 parelles amb fills.
La població ha evolucionat segons el següent gràfic:
Habitants censats

### Habitatges
El 2007 hi havia 105 habitatges, 97 eren l'habitatge principal de la família, 3 eren segones residències i 5 estaven desocupats. Tots els 104 habitatges eren cases. Dels 97 habitatges principals, 80 estaven ocupats pels seus propietaris, 9 estaven llogats i ocupats pels llogaters i 8 estaven cedits a títol gratuït; 2 tenien tres cambres, 14 en tenien quatre i 81 en tenien cinc o més. 82 habitatges disposaven pel capbaix d'una plaça de pàrquing. A 48 habitatges hi havia un automòbil i a 43 n'hi havia dos o més.

### Piràmide de població
La piràmide de població per edats i sexe el 2009 era:
| Homes | Edats   | Dones |
| ----- | ------- | ----- |
| 0     | 95 o +  | 0     |
| 0     | 90 a 94 | 0     |
| 0     | 85 a 89 | 4     |
| 0     | 80 a 84 | 0     |
| 0     | 75 a 79 | 8     |
| 16    | 70 a 74 | 12    |
| 4     | 65 a 69 | 8     |
| 4     | 60 a 64 | 0     |
| 8     | 55 a 59 | 4     |
| 20    | 50 a 54 | 8     |
| 8     | 45 a 49 | 12    |
| 0     | 40 a 44 | 0     |
| 16    | 35 a 39 | 0     |
| 0     | 30 a 34 | 12    |
| 8     | 25 a 29 | 8     |
| 4     | 20 a 24 | 4     |
| 8     | 15 a 19 | 4     |
| 0     | 10 a 14 | 0     |
| 0     | 5 a 9   | 12    |
| 12    | 0 a 4   | 4     |

## Economia
El 2007 la població en edat de treballar era de 139 persones, 109 eren actives i 30 eren inactives. De les 109 persones actives 103 estaven ocupades (57 homes i 46 dones) i 6 estaven aturades (3 homes i 3 dones). De les 30 persones inactives 16 estaven jubilades, 8 estaven estudiant i 6 estaven classificades com a «altres inactius».

### Ingressos
El 2009 a Auve hi havia 105 unitats fiscals que integraven 263 persones, la mediana anual d'ingressos fiscals per persona era de 20.108 €.

### Activitats econòmiques
Dels 13 establiments que hi havia el 2007, 1 era d'una empresa alimentària, 3 d'empreses de construcció, 3 d'empreses de comerç i reparació d'automòbils, 1 d'una empresa de transport, 1 d'una empresa d'hostatgeria i restauració, 2 d'empreses de serveis i 2 d'empreses classificades com a «altres activitats de serveis».
Dels 6 establiments de servei als particulars que hi havia el 2009, 1 era una gendarmeria, 1 taller de reparació d'automòbils i de material agrícola, 1 paleta, 1 fusteria, 1 lampisteria i 1 perruqueria.
L'any 2000 a Auve hi havia 24 explotacions agrícoles que ocupaven un total de 3.060 hectàrees.

## Equipaments sanitaris i escolars
El 2009 hi havia una escola elemental.

## Poblacions més properes
El següent diagrama mostra les poblacions més properes.